# Albert z Cashel
Albert z Cashel (zm. 800 w Regensburgu) – misjonarz, biskup Cashel, święty chrześcijański. Patron Irlandii.
Wędrowny kaznodzieja i misjonarz żyjący na przełomie VII i IX w. Pielgrzymował do Jerozolimy. Uważany za biskupa Cashel, choć biskupstwo to nie istniało w VIII wieku. Zmarł prawdopodobnie w roku 800 w Regensburgu. Kanonizowany 19 czerwca 1902 przez papieża Leona XIII.
W ikonografii przedstawiany jest w pontyfikalnym stroju biskupim z atrybutem w postaci księgi przynależnym biskupom i misjonarzom jako głoszącym słowo boże. 